# Ctenarytaina lulla
Ctenarytaina lulla är en insektsart som först beskrevs av Leonard D. Tuthill 1942.  Ctenarytaina lulla ingår i släktet Ctenarytaina och familjen rundbladloppor. Inga underarter finns listade i Catalogue of Life.